# Instytut Stosunków Międzynarodowych Uniwersytetu Warszawskiego

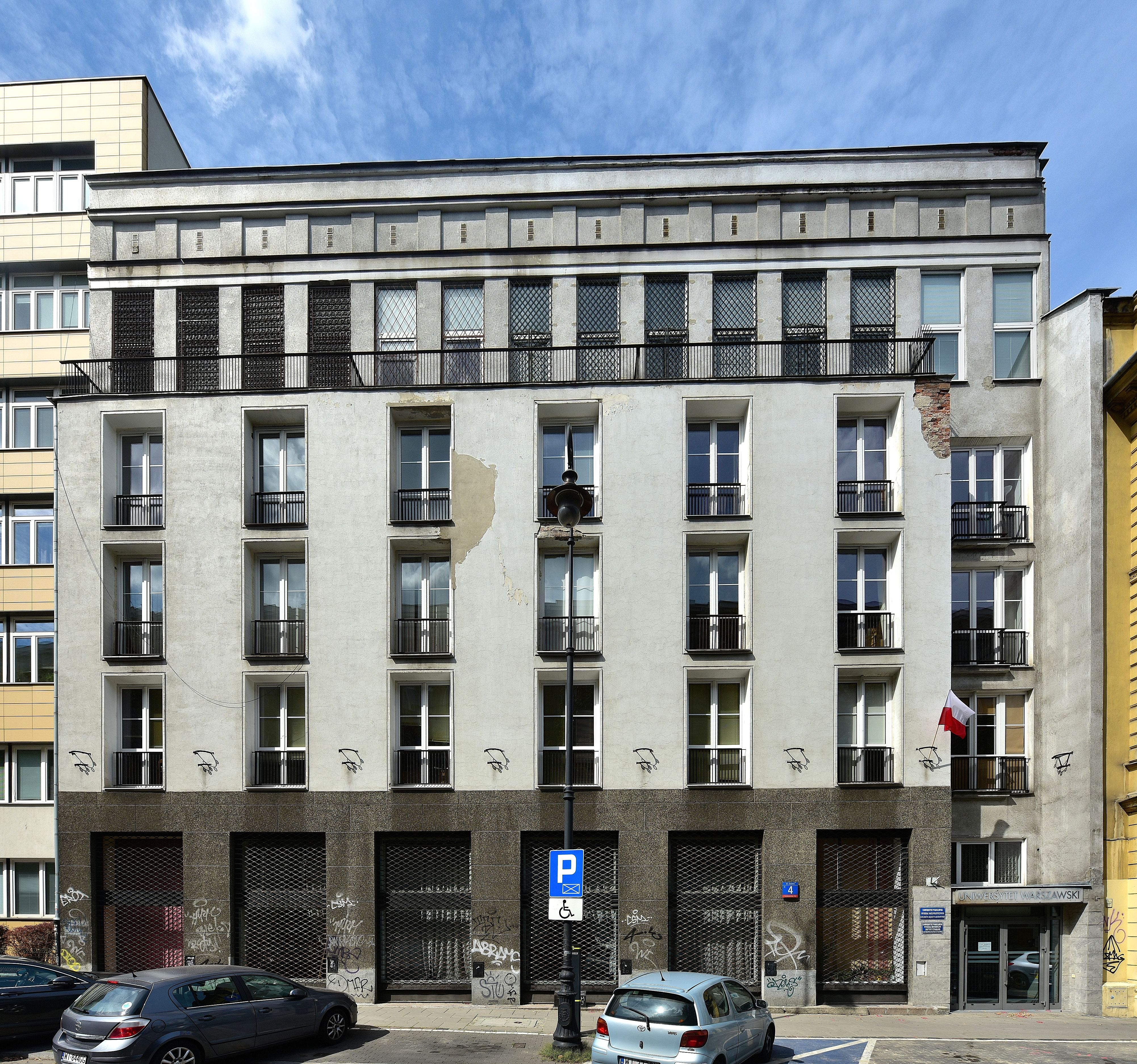
Siedziba Instytutu przy ul. Żurawiej 4

Instytut Stosunków Międzynarodowych Uniwersytetu Warszawskiego (ISM UW) – dawna jednostka dydaktyczna wchodząca w skład Wydziału Nauk Politycznych i Studiów Międzynarodowych UW. Powstał w 1976 i przez pierwsze lata swojej działalności prowadził jedynie kursy specjalizacyjne dla studentów nauk politycznych. W 1991 stosunki międzynarodowe zaistniały jako osobny kierunek studiów. Pierwszym dyrektorem Instytutu był Bogusław Mrozek (1976–1977), następnie Józef Kukułka (1977–1990). W l. 1990–2016 funkcję tę pełnił Edward Haliżak. Od 2016 ISM-em kierował dr hab. Jakub Zajączkowski. 30 czerwca 2019, w związku z restrukturyzacją WNPiSM, Instytut został rozwiązany.
Siedziba Instytutu znajdowała się przy ulicy Żurawiej 4 w Warszawie, jednak zajęcia dla studentów odbywały się także w innych budynkach UW (m.in. Collegium Politicum w kampusie Głównym UW).

## Studia

### Dydaktyka
Instytut Stosunków Międzynarodowych oferował interdyscyplinarne studia, łączące różne podejścia z zakresu teorii politycznych, socjologii, prawa, historii i ekonomii. Studia stacjonarne były realizowane od roku akademickiego 2007/2008 w formule 3+2, umożliwiając kandydatom odbycie trzyletnich studiów pierwszego stopnia (licencjackich) i kontynuowanie nauki w ramach dwuletnich studiów drugiego stopnia (magisterskich). Osoby, które ukończyły studia pierwszego stopnia w ISM, uzyskiwały tytuł licencjata i mogły kontynuować naukę na studiach drugiego stopnia w ramach siedmiu specjalności. Był to najczęściej wybierany przez cudzoziemców podejmujących studia w Polsce. Stanowili oni około 10% społeczności Instytutu Stosunków Międzynarodowych.

### Rodzaje studiów
W Instytucie prowadzone były następujące rodzaje studiów:
- dzienne trzyletnie studia licencjackie
- dzienne dwuletnie studia magisterskie
- trzyletnie studia licencjackie w języku angielskim
- dwuletnie studia magisterskie w języku angielskim
- podyplomowe roczne Studium Bezpieczeństwa Narodowego[4]
- roczne podyplomowe Studia Marketing Kultury[5]
- roczne podyplomowe Studia Pomocy Humanitarnej[6]
- roczne podyplomowe Studia Komunikacja międzykulturowa w dziedzinie bezpieczeństwa międzynarodowego
- dzienne studia doktoranckie

ISM realizował także niektóre przedmioty dla studentów pozostałych kierunków w ramach WNPiSM UW.

### Specjalności
Specjalności dostępne dla studentów (w czasie studiów magisterskich):
- Bezpieczeństwo i studia strategiczne
- Dyplomacja współczesna
- Integracja i Stosunki Zewnętrzne Unii Europejskiej
- Międzynarodowa polityka handlowa
- Studia Pozaeuropejskie
- Studia Azjatyckie
- Biznes i polityka Indii

## Struktura przed rozwiązaniem Instytutu

### Władze
- Dyrektor: dr hab. Jakub Zajączkowski[7]
- Z-ca dyrektora ds. dydaktycznych: dr Dorota Heidrich
- Z-ca dyrektora ds. badań naukowych i współpracy z zagranicą: dr hab. Marek Madej
- Przewodniczący Rady Naukowej: prof. Roman Kuźniar

### Zakłady
- Zakład Historii i Teorii Stosunków Międzynarodowych (kierownik: prof. Ryszard Zięba)
- Zakład Ekonomii Politycznej Stosunków Międzynarodowych (kierownik: prof. Edward Haliżak)
- Zakład Prawa i Instytucji Międzynarodowych (kierownik: dr hab. Sylwester Gardocki)
- Zakład Studiów Strategicznych (kierownik: prof. Roman Kuźniar)
- Zakład Integracji Europejskiej (kierownik: prof. Dariusz Popławski)
- Zakład Studiów Pozaeuropejskich (kierownik: prof. Marcin Gawrycki)
- Zakład Azji i Pacyfiku (kierownik: dr hab. Jakub Zajączkowski)

## Współpraca międzynarodowa

### Program Erasmus+
Instytut Stosunków Międzynarodowych zawierał porozumienia w ramach programu Erasmus+, co pozwalało studentom na wybór placówki do odbycia programu spośród 101 uniwersytetów w całej Europie.

### Umowy bilateralne
Instytut Stosunków Międzynarodowych współpracował z placówkami badawczymi na całym świecie. W ramach podpisanych umów Instytut gościł badaczy i był goszczony przez placówki z takich krajów jak: USA, Indie, Nepal, Gruzja, Izrael, Korea Południowa, Chiny, Tajwan, Rosja, Ukraina, Kosowo, Meksyk czy Brazylia. W ramach podpisanych umów rokrocznie kilkunastu studentów miało możliwość studiowania w jednym z wymienionych krajów w ramach wymiany międzynarodowej.

## Konferencje i wydarzenia
W latach 2013–2017 Instytut był współorganizatorem konferencji, m.in:
- Zbigniew Brzeziński: Myśl – Działanie – Dziedzictwo we współpracy z Wydziałem Nauk Politycznych i Studiów Międzynarodowych UW | 20-21.10.2017
- XVII Konferencja ISM UW i Księży Werbistów Religia-naród tożsamość w rzeczywistości międzynarodowej | 3-5.07.2017
- International Relations in Asia-Pacific region: multidimensional research perspectives we współpracy z University of Oxford, University of Heidelberg oraz South Asia Democratic Forum | 11.05.2017
- Is India a rising Power? European and Indian perspectives –12 maja 2016
- UE, USA a Transatlantyckie Partnerstwo – Nowe Otwarcie, Konferencja, 3 grudnia 2015, Warszawa
- XIV Konferencja ISM UW i Księży Werbistów „Sacrum i profanum we współczesnym świecie” Problemy demografii w stosunkach międzynarodowych, Pieniężno, 23–25 czerwca 2014 r.
- Współpraca międzynarodowa w sferze nauki i edukacji, 3 października 2013, Kaliningrad

## Konkurs im. K. Skubiszewskiego
Instytut organizował konkurs we współpracy z Fundacją imienia Krzysztofa Skubiszewskiego.
Celem konkursu było upowszechnianie wśród studentów polskich uczelni wiedzy na temat pierwszego ministra spraw zagranicznych odrodzonej RP prof. Krzysztofa Skubiszewskiego oraz założeń prowadzonej przezeń polityki zagranicznej, polityki czasu wielkiego przełomu. Zakres tematyczny konkursu był jednak znacznie szerszy. Były w nim nagradzane najlepsze prace magisterskie na temat polskiej polityki zagranicznej Polski ze szczególnym uwzględnieniem polityki europejskiej RP oraz miejsca Polski w Europie w aspekcie ideowym, prawno-instytucjonalnym, politycznym, strategicznym i ekonomicznym.

## Wykładowcy ISM
Samodzielni pracownicy naukowi

Profesorowie
- Stanisław Bieleń
- Marcin Gawrycki
- Edward Haliżak
- Robert Kupiecki
- Roman Kuźniar
- Grażyna Michałowska
- Maria Pasztor
- Dariusz Popławski
- Mirosław Sułek
- Justyna Zając
- Ryszard Zięba

Doktorzy habilitowani
- Agnieszka Bieńczyk-Missala
- Agnieszka Bógdał-Brzezińska
- Jerzy Ciechański
- Sylwester Gardocki
- Patrycja Grzebyk
- Marcin Kaczmarski
- Katarzyna Kołodziejczyk
- Robert Kupiecki
- Wiesław Lizak
- Marek Madej
- Karina Marczuk
- Irena Popiuk-Rysińska
- Maciej Raś
- Joanna Starzyk-Sulejewska
- Andrzej Szeptycki
- Rafał Ulatowski
- Anna Wojciuk
- Jakub Zajączkowski

Profesorowie emerytowani
- Witold Góralski
- Jan Rowiński
- Janusz Symonides
- Stanisław Parzymies

Wybrani niesamodzielni pracownicy naukowi
- Alicja Curanović
- Szymon Kardaś
- Tomasz Łukaszuk
- Hanna Schreiber
- Bogusław Zaleski

Wybrani byli wykładowcy
- Bolesław Balcerowicz
- Wiesław Dobrzycki
- Józef Kukułka
- Leszek Kasprzyk
- Leonard Łukaszuk
- Bogusław Mrozek
- Stanisław Pawlak